# Gărzile lui Decebal
Gărzile lui Decebal a fost o organizație de rezistență anticomunistă din Bucovina și nordul Moldovei. Numele este inspirat regele dac, Decebal, care în urma înfrângerii în cel de-al Doilea Război Daco-Roman (105 - 106) a preferat moartea, unei robii umilitoare.

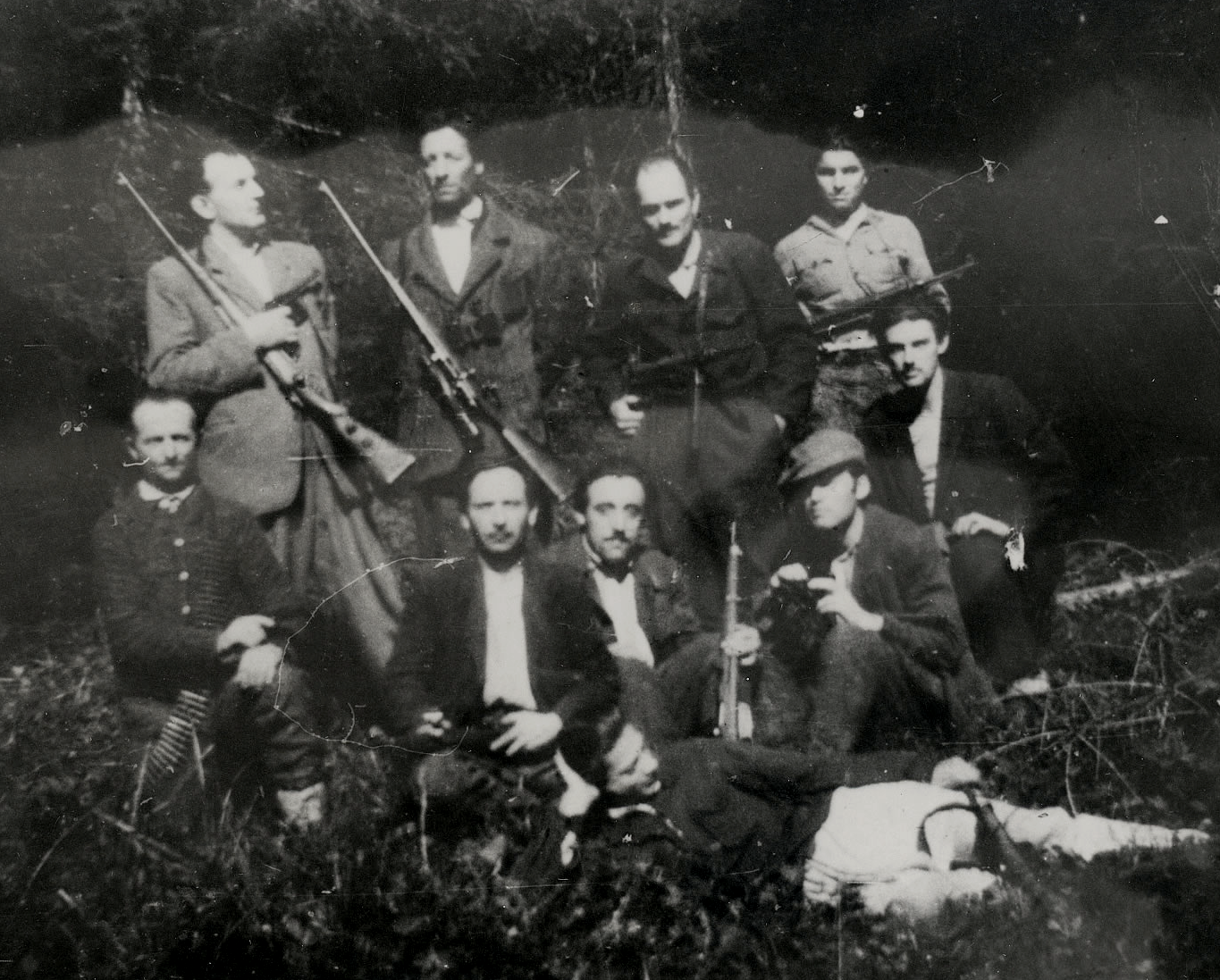
Gărzile lui Decebal, Vatra Dornei, September 1949

Înființată la sfârșitul anului 1948 din inițiativa dr. Gheorghe Vasilache din Dorna Candrenilor,  organizația a ajuns la aproximativ 500 de membri combatanți acoperind fostul județ Câmpulung, Suceava, Bacău și Neamț. Ea s-a desfășurat pe trei ramuri:
- Vatra Dornei-Piatra Neamț
- Vatra Dornei-Fălticeni
- Vatra Dornei-Bistrița Năsăud

Scopul prevăzut în primul articol din statutul organizației era acela de pregătire în vederea participării la lupta armată împotriva regimului comunist.
Conform statutului, membrii dintr-o comună formau o centurie, cei dintr-o plasă o cohortă, în vreme ce un județ constituia o legiune. Toate legiunile formau marea unitate intitulatã Gărzile lui Decebal.

## Membri
Gheorghe Gh. Vasilache (n. 23 noiembrie 1902,comuna Fântâna Mare, județul Suceava) inițiatorul organizației.
A studiat la Gimnaziul „Nicu Gane“ din Fălticeni, apoi la Liceul Militar Iași. Absolvent al Facultății de Medicină din Iași (anul 1930), a fost numit medic în Vatra Dornei și Dorna-Candrenilor. Pentru meritele sale în domeniul medical a fost decorat la 9 mai 1943 cu Ordinul Coroana României în grad de Cavaler. A fost ales și primar al comunei Dorna Candrenilor. În 24 noiembrie 1949 a fost arestat și condamnat la moarte de Tribunalul Militar Iași, pedeapsa fiind comutată la 25 de ani de muncă silnică. A trecut prin șapte închisori politice și a fost eliberat după 15 ani de temniță, în 1964
Grigore Chelsoi a fost prima persoană implicată în organizație și a  avut misiunea de a organiza județul Câmpulung. El a fost cel care a stabilit legătura cu Grigore Sandu, care avea deja un grup în organizare, cu inginerul Constantin Străchescu. Fratele său Nicanor Chelsoi a fost propus pentru organizarea județelor Suceava, Rădăuți și Botoșani.
Constantin Străchescu l-a recrutat pe Filaret Gămălău, cãruia i-a încredințat organizarea județului Neamț și pe maiorul Dumitru Popescu căruia i-a încredințat  județul Baia. 

### Grupul Filaret Gămălău
Filaret Gămălău (n. 4 mai 1919 Crucea, jud. Suceava) starețul Schitului Rarău a fost conducătorul ramurei Vatra Dornei-Piatra Neamț. 
Dintre clericii arestați în anul 1949 ca făcând parte din grup sunt: Hrisostom Asavei, exarh, acuzat că a favorizat comunicarea între membrii mișcării; Ioasaf Marcoci, Martinian Conuț și Varahil Moraru, monahi în Mănăstirea Durău, acuzați că ar fi asigurat centrul mișcării armate anticomuniste; Mihai Mitocaru, paroh la Crucea, reținut împreună cu soția pentru că a oferit găzduire; Chesarie Ursu, monah în Mănăstirea Neamț, care ar fi ajutat cu alimente și alte bunuri; Petru Jilovu, paroh la Holda și Vlad Gavril. Aceștia au fost condamnați prin Sentința nr. 778 din 4 octombrie 1950 a Tribunalului Militar Iași pentru „uneltire contra securității RPR” astfel: ieromonahul Filaret Gămălău, 25 de ani "muncă silnică"; Petru Jilovu, Chesarie Ursu și Ioasaf Marcoci, 5 ani "muncă silnică". Pentru "omisiune de denunț" preotul Mihai Mitocaru a primit 5 ani "temniță grea", iar soția lui, un an "închisoare corecțională"; preotul Vlad Gavril a primit 2 ani "închisoare corecțională", iar ieromonahii Varahil Moraru, Martinian Conuț și exarhul Hrisostom Asavei câte un an "închisoare corecțională".
Grigore Caraza a fost arestat la 31 august 1949 ca organizator al Frăției de Arme din districtul Ceahlău. A primit trei condamnări, însumând 47 de ani, din care a executat 21. După eliberare, în anul 1980 a emigrat în  S.U.A. Revenit în țară după 2000 împreună cu Ioan Roșca (din Piatra Neamț, cetățean canadian), cu Liviu Tudoraș, Gheorghe Jijie și Răzvan Pârâianu, au depus o plângere penală înmânând generalului Dan Voinea documente înregistrate sub nr. 35/P/2006 prin care solicitau deschiderea penală a Procesului Comunismului pentru recunoașterea genocidului săvârșit.

### Grupul Jenică Arnăutu
Sublocotenentul Jenică Arnăutu (d. 2 noiembrie 1959 Râmnicul Sărat) a condus ramura Vatra Dornei-Fălticeni ce își desfășura activitatea de la Șarul Dornei și Crucea, până la frontiera sovietică. A fost membru al Partidului Național Țărănesc. A fost arestat în noaptea de 2 spre 3 martie 1949 în satul ungureni de pe Jijia, a reușit să evadeze și a format centre de acțiune în Munții Suhardului, Bistriței și Mestecăniș. Din grup mai făceau parte Radu Cacina, Strătescu, Aurel Botnariuc, Gheorghe Petrescu, Nicolae Chelsoiu. Capturat printr-o trădare a fost condamnat la muncă silnică pe viață de Tribunalul Militar Iași. A trecut prin închisorile de la Suceava, Gherla, Aiud, Râmnicul Sărat 

### Grupul Grigore Sandu
Grigore Sandu (n. 30 noiembrie 1907, satul Podu Coșnei, comuna Coșna – d. 2 septembrie 1989). 
Om de munte, harnic și cu înițiativă Grigore Sandu avea o moară, o mică făbricuță de lactate și un gater, motiv pentru care regimul comunist l-a considerat chiabur și explotator. I s-au impus cote  zdrobitoare, a fost chemat în instanță de Statul Român, a câștigat procesul dar la recurs nu s-a mai prezentat fiind convins că va fi arestat. Și-a părăsit familia și gospodăria retrăgându-se în munți. Unt timp a stat împreună cu alți partizani, undeva în munții  Bancului într-un adăpost semi îngropat care funcționa ca o cazemată, aveau arme automate germane, grenade, pistoale și chiar un aparat de emisie recepție⁠(d). În 16 decembrie 1949 au fost înconjurați și atacați. Iacob Gălan a fost ucis. Crăciun Dumitru, Arnăutu Ion, Chirculescu Gheorghe zis Gigel, Rusu Vasile, Bârgovanu Dumitru, Candrea Constantin și Grigore Sandu (în lipsă) au fost condamnați prin sentința din 19 septembrie 1951 a Tribunalului Militar Iași.  Singurul din grup care nu a fost prins, deși rănit, Grigore Sandu s-a retras în  Sărișorul Mare, comuna Șaru Dornei unde a stat doi ani în grija unui paznic de vânătoare din familia Lostun. Cu riscul de a se desconspira, a salvat viața unui om, oprind calul speriat de pe șeaua căruia acesta căzuse și era târât fiind cu piciorul agățat. A fost o întâlnire providențială, acest om, Toader Doroftiesei fiind cel care i-a purtat de grijă de acum înainte. Timp de 11 ani l-a adăpostit în văcăria pe care o avea în Sărișorul Mare apoi, cu toate riscurile, l-a luat acasă, în gopsodăria sa din Dealu Floreni, comuna Dorna Candrenilor. În anul 1974 Toader Doroftiesei a murit și legământul făcut între ei  a încetat. A fost momentul în care, după mai bine de 15 ani de conspirativitate, Grigore Sandu a decis să se predea.
A fost supranumit Tarzan din Carpati în ediția din luna ianuarie în 1990 a ziarului londonez Românul Liber (Free romanian), vocea Uniunii Mondiale a Românilor Liberi (The.Worldwide Union of Free Romanians). Articolul publicat sunt dezvăluirile fostul agentul de securitate Adrian Crutarciuc care l-a anchetat pe Grigore Sandu și a povestit lumii libere despre perioada petrecută de acesta în munți.